# Нерлерит Инаат (аэропорт)
Аэропорт Нерлерит Инаат (гренл. Mittarfik Nerlerit Inaat, дат. Nerlerit Inaat Lufthavn), (ИАТА: CNP, ИКАО: BGCO) — аэропорт внутренних авиалиний в коммуне Сермерсоок в восточной части Гренландии. Aэропорт с одной  гравийной взлётно-посадочной полосой размером 1000x30 м и обслуживает самолёты укороченного взлёта и посадки.

## Описание
Аэропорт был построен в 1985 году американской нефтяной компанией Atlantic Richfield Company в связи с разведкой нефти на полуострове Земля Джеймсона, затем продан Гренландии в 1990 году.
Находится в 40 км к юго-востоку от города Иллоккортоормиут (530 жителей), расположенного в устье самого большого фьорда мира Кангертиттивака. 
Аэропорт недоступен для автомобильного транспорта, так как отсутствуют наземные дороги, кроме небольшой дороги от здания аэровокзала к морскому порту и небольших технических дорог в окрестностях аэропорта. Добраться до Иттоккортоормиита — главного поселения в этом регионе, можно только на вертолёте или на лодке (летом).
В аэропорту работает около 15 сотрудников, которые вынуждены постоянно жить на территории аэропорта.

## Авиакомпании и назначения

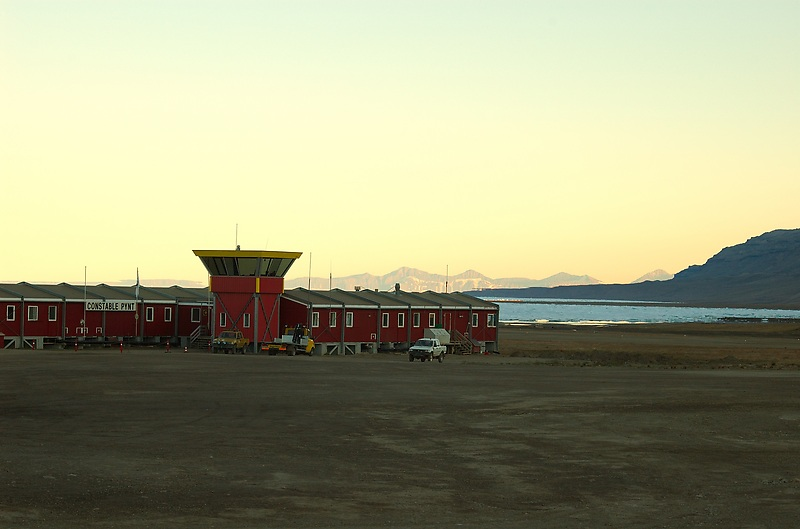
Внешний вид аэропорта

Из международных рейсов в аэропорту обслуживаются рейсы в Исландию (аэропорт Акюрейри), отдельные чартеры, грузовые рейсы через Атлантический океан и частные рейсы. 
Имеется регулярный внутренний рейс Air Greenland в Кулусук и вертолётный рейс к городу Иллоккортоормиут. Вертолёт постоянно размещается в аэропорту, связывая его с вертодромом Иттоккортоормиит и обеспечивая поисково-спасательные операции в окрестностях.
Аэропорт Нерлерит Инаат служит точкой остановки для экспедиций на Землю Джеймсона и в самый северный и самый крупный национальный парк в мире — Гренландский национальный парк. Иногда используется для полётов на труднодоступный полуостров Ренланд.
Летом 2004 года аэропорт был местом посадки двух немецких сверхлёгких летательных аппаратов CT2K, выполнявших экспериментальный арктический перелёт.